# Cryptus morleyi
Cryptus morleyi là một loài tò vò trong họ Ichneumonidae.